# STX Entertainment
STX Entertainment es una empresa estadounidense de medios y entretenimiento independiente. Fundado en marzo de 2014 por el productor de cine Robert Simonds, el estudio produce proyectos de cine, televisión y medios digitales.
En abril de 2020, STX anunció que se fusionaría con el estudio indio Eros International plc . La fusión se completó en julio de 2020 y STX se convirtió en una división de ErosSTX . En diciembre de 2021, Jahm Najafi anunció su intención de adquirir STX de la empresa fusionada por 173 millones de dólares, venta completada en abril de 2022. Eros sigue siendo un accionista minoritario sin derecho a voto. 

## Historia
En 2012, Simonds y McGlashan comenzaron a trabajar en la conceptualización de una empresa de medios basada en la idea de producir proyectos de presupuesto medio con una estrella adjunta, un método que había pasado de moda en los estudios de Hollywood. La conversación condujo al lanzamiento de STX Entertainment en 2014, con la misión de financiar, desarrollar, producir, comercializar y distribuir contenido impulsado por estrellas en todo el mundo.   Entre los inversores de la empresa se encontraban Hony Capital, Tencent, PCCW, TPG Growth, RTL Group y Liberty Global . Los inversores individuales incluyen a Gigi Pritzker, Beau Wrigley y Dominic Ng .   
En septiembre de 2017, se informó que STX estaba considerando una oferta pública inicial en la Bolsa de Valores de Hong Kong (SEHK). Se informó que una cotización en la SEHK podría acercar STX a los inversores y al público chinos.  El Wall Street Journal afirmó que la empresa podría valorarse en 3.500 millones de dólares, después de recaudar 500 millones de dólares adicionales tras la IPO.  En abril de 2018, la empresa solicitó una oferta pública inicial en la Bolsa de Valores de Hong Kong . 
STX canceló su oferta pública inicial en octubre de 2018, citando la crisis entre China y Estados Unidos. S. guerra comercial y las condiciones se han deteriorado en Hong Kong debido a las turbulencias en el mercado de valores de China continental.  Un acuerdo general de cofinanciación con la empresa china Huayi Brothers Media expiró a finales de 2018,  y en abril de 2019, el cofundador Bill McGlashan fue despedido debido a que había sido acusado del escándalo de soborno en las admisiones universitarias . 
En abril de 2020, STX anunció que se fusionaría con el estudio de cine y televisión indio Eros International plc . Simonds afirmó que la fusión crearía "la primera empresa de medios independiente con la experiencia y las culturas creativas de Hollywood y Bollywood, al tiempo que aprovecharía los importantes avances que ambas empresas han realizado en el mercado chino". La empresa combinada cotizaría en bolsa y heredaría la cotización de Eros en la Bolsa de Valores de Nueva York .  La fusión se cerró el 30 de julio de 2020;  la empresa combinada presentó un nuevo logotipo y marca como ErosSTX en septiembre.   La entidad combinada recaudó 125 millones de dólares de nueva financiación de capital y recibió 350 millones de dólares en crédito liderado por JPMorgan . 
En diciembre de 2021, en medio de las deficiencias financieras tras la fusión, Najafi Companies de Jahm Najafi anunció que había llegado a un acuerdo para adquirir STX Entertainment de ErosSTX por 173 millones de dólares.  Sin embargo, a finales de enero de 2022, Lionsgate también surgió como un posible pretendiente, buscando absorber parte o la totalidad de STX, pero el acuerdo fue posteriormente rechazado, dejando solo a Najafi como posible pretendiente.   En abril de 2022, Najafi Companies completó la adquisición de STX Entertainment. Eros Media World conservará una participación sin derecho a voto del 15% en la empresa.   En julio de 2022, poco después de que el presidente de la película STX, Adam Fogelson, partiera hacia el estudio, Deadline informó que STX estaba en conversaciones con Lionsgate sobre un posible acuerdo de distribución de películas.  Poco después, se informó que las oficinas de STX Entertainment en el Reino Unido, incluida la oficina de Londres que alberga la sede de STXinternational, estaban cerrando gradualmente.  Tras la salida del director de STXinternational, John Friedberg, para unirse a la división internacional de Black Bear Pictures, se anunció que esta última compañía estaba cerca de llegar a un acuerdo con STX para manejar parte de su cartera a nivel internacional.  En noviembre de 2022, se informó que las operaciones de distribución y marketing de STX se cerrarían y que Operation Fortune: Ruse de Guerre pasaría a un servicio de transmisión a nivel nacional, se están considerando alternativas para The Marsh King's Daughter, Lionsgate posiblemente se hará cargo de la distribución de Ferrari y Groenlandia. : La migración se está empaquetando a otros distribuidores.  En febrero de 2023, se informó que Lionsgate ya había adquirido los derechos nacionales de Operation Fortune: Ruse de Guerre con planes de estrenarlo en cines el 3 de marzo de 2023. En julio de 2023, Neon compró los derechos de distribución de Ferrari y Neon lo lanzó el 25 de diciembre de 2023.

## STX Films

### Distribución
En el lanzamiento, la división cinematográfica de STX centró sus esfuerzos en crear un nuevo modelo. En lugar de seguir el proceso de distribución tradicional, la compañía consiguió acuerdos de distribución directa con las cadenas de cines norteamericanas AMC, Regal, Cinemark, Goodrich, Marcus Theatres y Carmike Cinemas.  A principios de 2015, la compañía firmó un acuerdo de producción televisiva de varios años para lanzar películas exclusivamente para Showtime Networks y sus canales Showtime, The Movie Channel y Flix durante la ventana de televisión premium. El acuerdo cubre los estrenos teatrales de STX Films hasta 2019.  En abril de 2015, la compañía celebró una asociación de varios años con Universal Studios Home Entertainment para que Universal maneje los servicios de marketing, ventas y distribución para plataformas Blu-ray, DVD y VOD para los títulos teatrales de STX Films en Norteamérica.  La distribución de la película se transfirió a Studio Distribution Services, LLC. , una empresa conjunta entre UPHE y Warner Bros. Home Entertainment . Ese mismo mes, STX Films cerró un acuerdo de tres años con Huayi Brothers, uno de los estudios cinematográficos más grandes de China, lo que permite a las empresas coproducir y codistribuir de 12 a 15 películas al año.    En enero de 2017, STX Films firmó un acuerdo de marketing y distribución con EuropaCorp Films USA de Luc Besson para estrenar su próxima lista de películas en Estados Unidos.   En febrero de 2018, STX Films anunció que distribuiría el drama de la mafia de Netflix y Martin Scorsese, The Irishman, en China junto con Media Asia Entertainment Group . 
En mayo de 2018, se informó que STX distribuiría y supervisaría la producción de la adaptación cinematográfica de Tencent Pictures y Free Association del cómic digital Zombie Brother, que será dirigida por David Sandberg .  En julio de 2018, STX Films adquirió los derechos de distribución nacional del drama de derechos civiles The Best of Enemies ; Está protagonizada por Taraji P. Henson y Sam Rockwell, está dirigida por Robin Bissell y se estrenó el 5 de abril de 2019. 
En agosto de 2023, STX formó una sociedad de distribución nacional con Lionsgate para gestionar la distribución de su próxima lista de películas y su biblioteca de películas actual, comenzando con The Marsh King's Daughter . 

### Proyectos cinematográficos
En línea con su misión de crear contenido de presupuesto medio impulsado por estrellas, los proyectos de STX Films han incluido Hustlers protagonizada por Jennifer Lopez y Constance Wu,  I Feel Pretty protagonizada por Amy Schumer,  Second Act, una comedia romántica protagonizada por López y dirigida por Peter Segal,  Bad Moms protagonizada por Mila Kunis, Kristen Bell y Christina Applegate ;  Molly's Game, escrita y dirigida por Aaron Sorkin y protagonizada por Jessica Chastain ;  The Gift, escrita, coproducida y dirigida por Joel Edgerton y protagonizada por Jason Bateman y Rebecca Hall ;  The Edge of Seventeen, protagonizada por Hailee Steinfeld ;  The Foreigner, protagonizada por Jackie Chan y Pierce Brosnan ;  Secret in their eyes, protagonizada por Chiwetel Ejiofor, Nicole Kidman y Julia Roberts ;  El niño, protagonizada por Lauren Cohan ;  y Free State of Jones, protagonizada por Matthew McConaughey .  En 2015, STX Films adquirió su primer largometraje en el Festival Internacional de Cine de Toronto, comprando los derechos mundiales de la aventura de acción y ciencia ficción Hardcore Henry por 10 millones de dólares. 
En 2017, STX Films anunció su expansión hacia la animación y el contenido familiar con una asociación con la marca Uglydoll . La película UglyDolls fue producida por Robert Rodriguez, director de la franquicia cinematográfica Spy Kids, y cuenta con las voces de Pitbull, Kelly Clarkson, Nick Jonas, Blake Shelton y Janelle Monáe .   Tuvo un mal desempeño en taquilla y recibió muchas malas críticas por parte de los críticos.   En enero de 2019, se informó que STX está planeando una serie de televisión animada UglyDolls con Hulu .
En enero de 2018, STX Films y Tencent Pictures anunciaron un acuerdo de codesarrollo con Jason Statham dirigido al mercado cinematográfico chino. Statham protagonizó Furious 7 y The Fate of the Furious, las dos películas importadas chinas más taquilleras de la historia.  En febrero de 2018, STX Films firmó un acuerdo con Alibaba Pictures para codesarrollar y coproducir la película de acción y ciencia ficción Steel Soldiers, producida por Robert Zemeckis . Según el acuerdo, STX Films se encargará de la distribución internacional y estadounidense y Alibaba Pictures conservará los derechos en la Gran China . 
En enero de 2019, STX Films tuvo su primer estreno número uno en taquilla con The Upside, protagonizada por Kevin Hart, Bryan Cranston y Nicole Kidman, y ganó 19,59 millones de dólares en su primer fin de semana,  y ganó más de 100 millones de dólares en la taquilla nacional.  STX obtuvo elogios por su eficiente marketing de la película y por recortar The Upside de una clasificación R a PG-13 para ampliar su audiencia.  Ese mes, se informó que Hart se está asociando con STX Films para producir y protagonizar dos comedias: una comedia de cambio de cuerpo llamada Black Friday y una comedia romántica internacional sin título. 
Hustlers tuvo su estreno mundial en el Festival Internacional de Cine de Toronto de 2019 y se estrenó en cines en los EE. UU. el 13 de septiembre de 2019. Recaudó 105 millones de dólares en Estados Unidos y Canadá, y 157,6 millones de dólares en todo el mundo.  The Gentlemen, escrita, dirigida y producida por Guy Ritchie y protagonizada por Matthew McConaughey, se estrenó en cines en enero de 2020. Recaudó 115,2 millones de dólares en taquilla en todo el mundo.  A July 2020 Las próximas películas de STX incluyen Greenland, protagonizada por Gerard Butler, Run Rabbit Run, protagonizada por Elisabeth Moss, The Godmother, protagonizada por Jennifer Lopez, Night Wolf, protagonizada por Kevin Hart, y Muscle, protagonizada por Vin Diesel . 

### Premios y reconocimientos
En 2016, STX Films se convirtió en el estudio que más rápido alcanzó los 100 millones de dólares en la taquilla nacional con la comedia con clasificación R Bad Moms . La película ha ganado más de 180 millones de dólares en todo el mundo,  fue la primera comedia con clasificación R desde The Hangover en obtener una A en CinemaScore y fue la película más rentable del año (por beneficio neto).  La película también obtuvo el premio People's Choice Award a la mejor comedia.  El drama criminal estadounidense de 2017 Molly's Game fue nominado a un Premio de la Academia al Mejor Guion Adaptado  junto con nominaciones al BAFTA,  WGA,  y al Globo de Oro .  The Edge of Seventeen fue nominada a un premio MTV Movie Award a la Película del Año,  a un Premio del Sindicato de Directores por Logro Sobresaliente en una Película Primada  y a un Globo de Oro para Hailee Steinfeld .  En el sitio web del agregador de reseñas Rotten Tomatoes, la película tiene un índice de aprobación del 95%. 
Las películas de género también han recibido reconocimiento. El thriller de terror psicológico The Gift fue nominado al Premio del Sindicato de Directores por su logro destacado en una ópera prima  y ganó un Festival de Cine de Sitges  y el Premio Fangoria Chainsaw .  The Space Between Us, protagonizada por Gary Oldman, fue nominada a Choice Sci-Fi Movie y Choice Sci-Fi Movie Actor en los Teen Choice Awards 2017 .  El thriller de terror The Bye Bye Man superó las expectativas de la industria con una recaudación de 13,5 millones de dólares en su primer fin de semana a nivel nacional.  The Foreigner, una coproducción con Sparkle Roll Media de Jackie Chan, superó los 100 millones de dólares en ingresos de taquilla mundial en octubre de 2017. La película es una de las coproducciones más exitosas entre Estados Unidos y China, siendo clasificada como "una clara ganadora dado que costó sólo 35 millones de dólares" y "un buen ejemplo de cómo puede funcionar una coproducción china".   
En 2019, Hustlers le valió a Jennifer López el Premio de la Asociación de Críticos de Cine de Los Ángeles a la Mejor Actriz de Reparto  y nominaciones a premios que incluyen el Premio Globo de Oro a la Mejor Actriz de Reparto,  Premio del Sindicato de Actores a la Mejor Actuación de una Actriz en una Papel secundario,  Premio Critics' Choice Movie a la Mejor Actriz de Reparto,  y Premio Independent Spirit a la Mejor Mujer de Reparto . 
STX Films lucha por la diversidad femenina delante y detrás de la cámara. Más de 20 películas han presentado mujeres en papeles protagónicos o han sido dirigidas por mujeres. 

## STX Television
El primer proyecto de la división de televisión fue el drama y suspenso de 2014 State of Affairs, protagonizado por Katherine Heigl y Alfre Woodard . La serie de 13 episodios fue desarrollada por STX TV (como está estilizada) y vendida a NBC .   En 2015, STX TV produjo el piloto de NBC Problem Child, basado en la película de 1990 del mismo nombre . 
En abril de 2016, STX TV se expandió hacia contenido de realidad y sin guion, contratando al veterano productor de televisión Jason Goldberg . Unos meses más tarde, se lanzó el programa de variedades Number One Surprise, que fue la primera serie de televisión creada por una empresa con sede en Estados Unidos específicamente para su transmisión en China. La serie se estrenó en noviembre de 2016 en Hunan TV, una estación de televisión china, junto con las plataformas digitales Mango TV y PPTV, fue vista casi 300 millones de veces y, en enero de 2017, era el programa número uno en China con más de mil millones de visitas.  
En mayo de 2017, STX TV anunció que había adquirido el primer proyecto televisivo de Kevin Kwan, autor de Crazy Rich Asians .  En agosto de 2018, Amazon Studios encargó el guion de la serie para el proyecto sin título, un drama mundial ambientado en Hong Kong, sobre una familia poderosa y su imperio empresarial.  En julio de 2017, ¡MI! dio luz verde a la serie de telerrealidad The Platinum Life, producida por STX TV y Tower 2 Productions.  En noviembre de 2017, STX TV anunció su primer programa con guion Valley of the Boom, una serie docudrama de seis partes sobre el boom tecnológico de la década de 1990 del showrunner y director Matthew Carnahan y la productora ejecutiva Arianna Huffington . El programa se transmite por NatGeo y STX se distribuye en China.  Se estrenó el 13 de enero de 2019.  STX Television produjo la temporada 23 de True Life, que se emitió por MTV en 2017. La compañía también produjo la serie documental A Little Too Farr, siguiendo al cantautor country estadounidense Tyler Farr, que se estrenó en el servicio de transmisión go90 de Verizon . En febrero de 2018, Fox y STX TV anunciaron que estaban desarrollando una serie sin guion basada en su película Bad Moms .  En abril de 2018, Mother Media Group, fundado por exejecutivos de Endemol Shine y 20th Century Fox, firmó un acuerdo de primera vista con STX TV. Según el pacto, las empresas colaborarán para crear, producir y distribuir series híbridas y sin guion. 
En 2018, se informó que Netflix encargó una serie de seis episodios a la miniserie docudrama híbrida de STX TV , Otto Rising, que cuenta la historia de Mehmed el Conquistador ;  más tarde retitulado Rise of Empires: Otomano, se estrenó en Netflix el 24 de enero de 2020.  También se anunció que YouTube Red producirá un spin-off televisivo basado en la película de STX de 2016 The Edge of Seventeen, con un elenco completamente nuevo. 

## STX Alternative
La división digital de STX Entertainment se centra en programación, asociaciones y distribución digitales, que incluyen eventos en vivo y realidad virtual (VR). En agosto de 2016, STX adquirió el creador y distribuidor de realidad virtual Surreal, renombrándolo STX Surreal.  En su primer año (2015), Surreal produjo más de 70 experiencias inmersivas de realidad virtual con Gordon Ramsay, Snoop Dogg, Jon Hamm, Jimmy Kimmel, Wolfgang Puck y Wiz Khalifa, entre otros. 
En 2017, STX Surreal fue nominado a un premio Emmy diurno interactivo por el cortometraje de Nickelodeon Nickelodeon's Ultimate Halloween Haunted House 360 Challenge  y ganó un premio Shorty al mejor uso de vídeo 360 por su producción de 360° de la 68ª edición de los premios Emmy, en colaboración con la Academia de Artes y Ciencias de la Televisión y Facebook .  En junio de 2017, STX Surreal anunció una asociación con la agencia de servicios de medios Horizon Media para desarrollar y producir contenido inmersivo y de realidad virtual para la nueva unidad UNCVR de la marca.  En 2018, STX Surreal anunció una serie de proyectos originales que incluyen New Tricks, dirigido y producido por Ed Helms ;  The Kiev Exchange, un spin-off de Mile 22 de STX Films; Jay y Silent Bob VR, escrito, producido y dirigido por Kevin Smith ; y proyectos sin título de Dave Bautista y Derek Kolstad .
El cortometraje de realidad virtual de acción real de Robert Rodríguez, The Limit, protagonizado por Michelle Rodríguez, fue lanzado por STX Surreal en los principales auriculares móviles y en teléfonos Android con visores de cartón en noviembre de 2018. También se lanzará en iOS, PlayStation VR y Windows Mixed Reality .   El estudio de efectos visuales DNEG, ganador del Oscar, trabajó en la postproducción de la película. 
En diciembre de 2017, Dick Clark Productions vendió los derechos de distribución en China de los Golden Globe Awards y New Year's Rockin' Eve de Dick Clark a STX Digital.   STX se asoció con Tencent Video para ser su socio de distribución para ambos programas, incluida la producción de un programa de alfombra roja en chino para la transmisión china de los Globos de Oro. 
En diciembre de 2018, se informó que la división renombrada, ahora llamada STX Alternative, firmó un acuerdo de desarrollo y producción de primera vista con Tracey Edmonds, para coproducir y codesarrollar contenido con y sin guion para plataformas tradicionales y alternativas. El primer proyecto, Games People Play, basado en el libro Games Divas Play de Angela Burt-Murray, se estrenó en BET el 23 de abril de 2019.  

## STX International
En abril de 2016, se abrió una división internacional dedicada para expandir aún más las capacidades de producción y distribución global; se llamó STX Internacional. Con sede en Londres, la división está dirigida por el ex director de Film4 , David Kosse .  La división se lanzó con una lista de seis películas que incluían el debut como director de Andy Serkis, Breathe (que inauguró el Festival de Cine de Londres de 2017),  Home Again, protagonizada por Reese Witherspoon, y el thriller Wind River, protagonizado por Jeremy Renner y Elizabeth Olsen .  Los títulos adicionales en la lista incluyen All the Money in the World de Ridley Scott, el thriller de Neil Burger The Marsh King's Daughter y la película de atracos American Animals de Bart Layton, junto con títulos de la lista principal de STX Films.  STX compró los derechos de distribución internacional de The Irishman por 50 millones de dólares. Renombrada como ErosSTX International tras la fusión de Eros International y STX en 2020, la empresa volvió a su nombre anterior en abril de 2022 tras la venta de STX a Najafi Companies.
En julio de 2022, se informó que las oficinas de STX Entertainment en el Reino Unido, incluida la oficina de Londres que alberga la sede de STXinternational, estaban cerrando gradualmente. 

## Filmoteca

### Película

#### 2010
| Fecha de lanzamiento     | Película                                    | Coproducción con |
| ------------------------ | ------------------------------------------- | --- |
| 7 de agosto de 2015      | The Gift                                    | Blumhouse Productions, H. Brothers, Blue-Tongue Films, Ahimsa Films |
| 20 de noviembre de 2015  | Secret in Their Eyes                        | Gran Via Productions, IM Global, Route One, Site Productions, Union Investment Partners, Willies Movies AIE |
| 22 de enero de 2016      | The Boy                                     | Lakeshore Entertainment, Huayi Brothers Pictures, Vertigo Entertainment |
| 8 de abril de 2016       | Hardcore Henry                              | Huayi Brothers Pictures, Bazelevs, Versus Pictures |
| 24 de junio de 2016      | Free State of Jones                         | Huayi Brothers, Tang Media Productions, Route One Entertainment, IM Global, Swing Lake Entertainment, Bluegrass Films, Larger Than Life Productions, Vendian Entertainment                                           |
| 29 de julio de 2016      | Bad Moms                                    | Huayi Brothers, Tang Media Productions, Bill Block Media, Suzanne Todd Productions, Virgin Produced |
| 14 de octubre de 2016    | Desierto                                    | Esperanto Kino, CG Cinema, Orange Studio, Itaca Films, Lava Bear Films, IM Global |
| 18 de noviembre de 2016  | The Edge of Seventeen                       | Huayi Brothers, Tang Media Productions, Gracie Films, Virgin Produced |
| 13 de enero de 2017      | The Bye Bye Man                             | Huayi Brothers, Los Angeles Media Fund, Tang Media Productions, Intrepid Pictures |
| 3 de febrero de 2017     | The Space Between Us                        | Huayi Brothers Pictures, Los Angeles Media Fund, Southpaw Entertainment, Scarlet Fire Entertainment, Virgin Produced                                                                                                 |
| 7 de abril de 2017       | Their Finest                                | Distribución en Estados Unidos; EuropaCorp, BBC Films, Welsh Screen, Pinewood Pictures, Ingenious Media, HanWay Films, Ripken Productions, Film i Väst, Filmgate Films, Wildgaze Films, Number 9 Films               |
| 28 de abril de 2017      | The Circle                                  | codistribución con EuropaCorp; Image Nation Abu Dhabi, Playtone, Likely Story, IM Global |
| 21 de julio de 2017      | Valerian and the City of a Thousand Planets | co-distribution with EuropaCorp; TF1 Films Production, Fundamental Films, BNP Paribas, Orange Studio, Novo Pictures, River Road Entertainment, Belga Films Fund                                                      |
| 4 de agosto de 2017      | Wind River                                  | Distribución únicamente en el Reino Unido. Acacia Entertainment, Savy Media Holdings, Synergic Films, Thunder Road Films y Film 44, Distribuido por The Weinstein Company distribuida por Bleecker Street en EE. UU. |
| 13 de octubre de 2017    | The Foreigner                               | Sparkle Roll Media, Wanda Pictures, Huayi Brothers, TMP, The Fyzz Facility, Orange Corp. |
| 27 de octubre de 2017    | Breathe                                     | Distribución únicamente en el Reino Unido. Participant Media, Silver Reel Entertainment, BBC Films, British Film Institute, Embankment Films, y The Imaginarium Studios, distribuida por Bleecker Street en EE. UU.  |
| 3 de noviembre de 2017   | A Bad Moms Christmas                        | Tang Media Partners |
| 25 de diciembre de 2017  | Molly's Game                                | Huayi Brothers, TMP, The Mark Gordon Company, Pascal Pictures |
| 25 de diciembre de 2017  | All the Money in the World                  | Sólo distribución internacional. TriStar Pictures, Imperative Entertainment and Scott Free Productions, distribuida por Sony Pictures Releasing en Norteamérica y Reino Unido.                                       |
| 19 de enero de 2018      | Den of Thieves                              | Diamond Film Productions, Tucker Tooley Entertainment, G-BASE |
| 9 de marzo de 2018       | Gringo                                      | codistribución con Amazon Studios; Denver and Delilah Productions, Blue-Tongue Films |
| 20 de abril de 2018      | I Feel Pretty                               | Huayi Brothers, Tang Media Productions, Voltage Pictures, Wonderland Sound and Vision |
| 1 de junio de 2018       | Adrift                                      | Lakeshore Entertainment, Huayi Brothers, Ingenious Media, RVK Studios |
| 1 de junio de 2018       | American Animals                            | Distribución únicamente en el Reino Unido. AI Film, Film4 Productions, Lava Bear Films, RAW, Distribuido por The Orchard y MoviePass Ventures en EE. UU.                                                             |
| 17 de agosto de 2018     | Mile 22                                     | Huayi Brothers, The Hideaway Entertainment, Tang Media Productions |
| 24 de agosto de 2018     | The Happytime Murders                       | Huayi Brothers, Black Bear Pictures, TMP, Henson Alternative, On the Day Productions |
| 7 de septiembre de 2018  | Peppermint                                  | Lakeshore Entertainment, Huayi Brothers, Tang Media Productions |
| 7 de diciembre de 2018   | Ben Is Back                                 | Sólo distribución internacional. Black Bear Pictures, 30West, Color Force. Distribuido por Lionsgate, Roadside Atracciones y LD Entertainment                                                                        |
| 21 de diciembre de 2018  | Second Act                                  | Huayi Brothers, TMP, Nuyorican Productions |
| 11 de enero de 2019      | The Upside                                  | codistribución con Lantern Entertainment; Escape Artists |
| 5 de abril de 2019       | The Best of Enemies                         | Astute Films, Material Pictures |
| 3 de mayo de 2019        | UglyDolls                                   | Alibaba Pictures, Reel FX Creative Studios, Huaxia Film Distribution, Original Force, Troublemaker Studios |
| 10 de mayo de 2019       | Poms                                        | Entertainment One, Sierra/Affinity, Mad As Birds, Rose Pictures |
| 13 de septiembre de 2019 | Hustlers                                    | Gloria Sanchez Productions, Nuyorican Productions, Annapurna Pictures |
| 25 de octubre de 2019    | Countdown                                   | Boies / Schiller Film Group, Two Grown Men, Wrigley Pictures |
| 22 de noviembre de 2019  | 21 Bridges                                  | MWM Studios, Huayi Brothers, AGBO Films, X-Ception Content |
| 27 de noviembre de 2019  | The Irishman                                | Distribución en Noruega y Países Bajos únicamente; TriBeCa Productions, Sikelia Productions, Winkler Films. Distribuido por Netflix en todo el mundo.                                                                |
| 6 de diciembre de 2019   | Playmobil: La película                      | Distribución en Estados Unidos; Method Animation, ON Animation Studios, DMG Entertainment |

#### 2020
| Fecha de lanzamiento     | Película                          | Coproducción con | Notas |
| ------------------------ | --------------------------------- | --- | --- |
| 24 de enero de 2020      | The Gentlemen                     | Miramax y Toff Guy Films | Distribución en EE. UU. únicamente |
| 21 de febrero de 2020    | Brahms: The Boy II                | Lakeshore Entertainment | [ 63 ] |
| 26 de junio de 2020      | My Spy                            | MWM Studios | Distribuido por Amazon Studios |
| 24 de julio de 2020      | The Rental                        | Black Bear Pictures | Sólo distribución internacional; distribuido por IFC Films en Estados Unidos |
| 7 de agosto de 2020      | The Secret Garden                 | StudioCanal y Heyday Films | Distribución en EE. UU. únicamente |
| 7 de agosto de 2020      | Work It                           | Alloy Entertainment | Distribuido por Netflix |
| 11 de diciembre de 2020  | Songbird                          | Invisible Narratives, Platinum Dunes y Catchlight Studios                                                                                | Distribución únicamente en EE. UU. y Reino Unido |
| 18 de diciembre de 2020  | Greenland                         | Anton, Thunder Road y G-Base Film Production                                                                                             | [ 67 ] |
| 12 de enero de 2021      | Horizon Line                      | SF Film Production | [ 68 ] |
| 22 de enero de 2021      | Our Friend                        | Black Bear Pictures y Scott Free Productions                                                                                             | Distribuido por Gravitas Ventures |
| 12 de febrero de 2021    | Me You Madness                    | Highland Film Group y Stormchaser Films                                                                                                  | Distribución en EE. UU. únicamente |
| 12 de febrero de 2021    | The Mauritanian                   | 30West, Topic Studios y BBC Films | [ 70 ] |
| 19 de febrero de 2021    | I Care a Lot                      | Black Bear Pictures | Distribuido por Netflix |
| 12 de marzo de 2021      | Kid 90                            | Appian Way Productions | Distribuido por Hulu |
| 14 de julio de 2021      | Gunpowder Milkshake               | Distribución únicamente en América Latina y China; StudioCanal, The Picture Company, Babelsberg Studio, StudioCanal GmbH, Canal+ y Ciné+ | Distribuido por Netflix |
| 10 de septiembre de 2021 | Queenpins                         | AGC Studios, Red Hour Productions y Marquee Entertainment                                                                                | Co-distribuido con Paramount+ y Showtime en los EE. UU. |
| 17 de septiembre de 2021 | Copshop                           | Raven Capital Management, G-BASE Film Production, WarParty Films, Sculptor Media and Zero Gravity Management                             | Sólo distribución internacional; Distribuido por Open Road Films y Briarcliff Entertainment en Estados Unidos. |
| 5 de noviembre de 2021   | Spencer                           | FilmNation Entertainment, Komplizen Film, Fabula and Shoebox Films                                                                       | Distribución únicamente en Reino Unido, Francia, Italia y Benelux; Distribuido por Neon en Estados Unidos; última película distribuida por STX Entertainment en el Reino Unido antes de su cierre el 28 de julio de 2022. |
| 10 de diciembre de 2021  | National Champions                | Thunder Road Films y game1 | Última película distribuida por STX Entertainment en los EE. UU. antes de cerrar. |
| 1 de abril de 2022       | The Contractor                    | 30West y Thunder Road Films | Sólo distribución internacional; distribuido por Paramount Pictures y Showtime en Estados Unidos |
| 29 de abril de 2022      | Memory                            | Black Bear Pictures, Welle Entertainment and Saville Productions                                                                         | Sólo distribución internacional; Distribuido por Open Road Films y Briarcliff Entertainment en Estados Unidos. |
| 23 de noviembre de 2022  | Devotion                          | Columbia Pictures y Black Label Media | Sólo distribución internacional; distribuido teatralmente en EE. UU. por Sony Pictures Releasing y en vídeo doméstico por Paramount Pictures                                                                              |
| 25 de noviembre de 2022  | The Son                           | Film4, See-Saw Films, Ingenious Media, Embankment Films y Orange Studio                                                                  | Benelux, Italia y distribución escandinava únicamente; distribuido en EE. UU. por Sony Pictures Classics y en el Reino Unido por Black Bear Pictures                                                                      |
| 7 de diciembre de 2022   | Bed Rest                          | Project X Entertainment | Sólo distribución internacional; distribuido por Tubi |
| 29 de diciembre de 2022  | A Man Called Otto                 | Columbia Pictures, SF Studios, TSG Entertainment, Artistic Films, Playtone, 2DUX², Stage 6 Films, Big Indie                              | Distribuido por Sony Pictures Releasing |
| 3 de marzo de 2023       | Operation Fortune: Ruse de Guerre | Miramax y Toff Guy Films | Sólo distribución internacional; distribuido por Lionsgate |
| 21 de abril de 2023      | Guy Ritchie's The Covenant        | Toff Guy Films | Seleccione solo distribución internacional; distribuido por Metro-Goldwyn-Mayer |
| 3 de noviembre de 2023   | The Marsh King's Daughter         | Roadside Attractions, Black Bear Pictures y Anonymous Content                                                                            | Distribución internacional únicamente, distribuida por Lionsgate en Norteamérica |
| 25 de diciembre de 2023  | Ferrari                           | Moto Productions y Forward Pass | Distribución internacional únicamente, distribuida por Neon en Norteamérica |
| 16 de abril de 2024      | Half Baked: Totally High          | Universal 1440 Entertainment | Distribuido por Universal Pictures Home Entertainment |

### Televisión y digitales
| Título                                                    | Canal                       | Año           | Comentario                                                                               |
| --------------------------------------------------------- | --------------------------- | ------------- | ---------------------------------------------------------------------------------------- |
| State of Affairs                                          | NBC                         | 2014-15       | Coproducida con Universal Television, Abisag Productions y Aardwolf Productions          |
| Vida verdadera                                            | MTV                         | 2016          | Coprodujo el episodio True Life: We Are Orlando                                          |
| Number One Surprise                                       | Hunan TV / Mango TV / PPTV  | 2016-presente | Coproducida con XG Entertainment                                                         |
| A Little Too Farr                                         | Go90                        | 2017          | Coproducida con Tower 2 Productions                                                      |
| The Platinum Life                                         | E!                          | 2017          | Coproducida con Tower 2 Productions                                                      |
| Espectáculo de alfombra roja de los 75º Globos de Oro     | Tencent Video               | 2018          | Coproducida con Tencent                                                                  |
| Alex Strangelove                                          | Netflix                     | 2018          | Originalmente destinado a ser distribuido por STX, pero terminó produciendo la película. |
| The Limit                                                 | STX Surreal                 | 2018          | Película de realidad virtual dirigida por Robert Rodríguez                               |
| Valley of the Boom                                        | National Geographic Channel | 2019          | Coproducida con Matthew Carnahan Circus Productions                                      |
| Games People Play                                         | BET                         | 2019-presente | con Edmonds Entertainment                                                                |
| Flip It Like Disick                                       | E!                          | 2019-presente | con Tower 2 Productions, Disick Industries, Jenner Communications y Ryan Seacrest Prods. |
| Work It                                                   | Netflix                     | 2020          | Película de streaming                                                                    |
| FBOY Island                                               | HBO Max                     | 2021-presente |                                                                                          |
| Jay and Silent Bob VR                                     | STX Surreal                 | por confirmar | Coproducción con View Askew Productions .                                                |
| Serie de Dave Bautista sin título                         | STX Surreal                 | por confirmar |                                                                                          |
| Proyecto sin título de Derek Kolstad                      | STX Surreal                 | por confirmar |                                                                                          |
| New Tricks                                                | STX Surreal                 | por confirmar | Coproducción con Pacific Electric Picture Co.                                            |
| The Kiev Exchange                                         | STX Surreal                 | por confirmar | Coproducción con Film 44 y Film 45                                                       |
| Serie con guion de Kevin Kwan y David Sangalli sin título | Por confirmar               | Por confirmar |                                                                                          |
| Serie de telerrealidad de Bad Moms sin título             | Fox                         | por confirmar | Coproducida con Fox Alternative Entertainment                                            |